# Andrzej Bożydar Radwański
Andrzej Bożydar Radwański (ur. 5 listopada 1944 w Sanoku) – polski inżynier geofizyk, działacz związkowy i polityk, radny Rady Miasta Sanoka i Rady Powiatu Sanockiego, wicestarosta powiatu sanockiego. Działacz ochrony przyrody i turystyki górskiej, przewodnik górski.

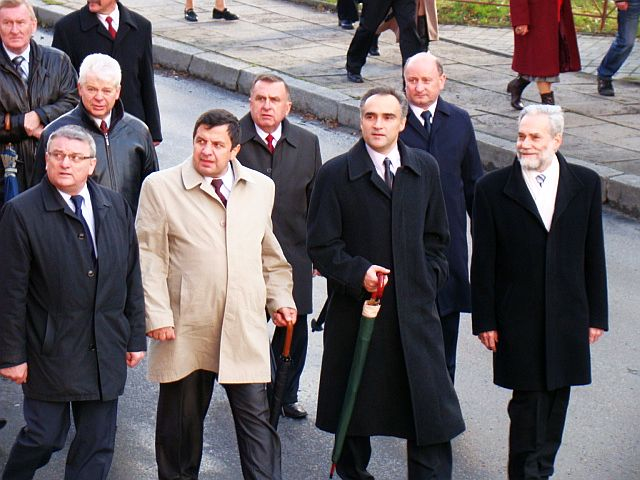
Andrzej Bożydar Radwański (pierwszy z prawej) podczas Narodowego Święta Niepodległości 2010 w Sanoku

## Życiorys
Urodził się w sanockiej rodzinie jako syn Mariana i Marii (z domu Mathiasz). Absolwent Liceum Ogólnokształcącego w Nowej Soli. W 1970 ukończył studia na Akademii Górniczo-Hutniczej w Krakowie uzyskując tytuł inżyniera geofizyka. Po studiach od 1970 przez 16 lat pracował w Przedsiębiorstwie Geofizyki Górnictwa Naftowego w Toruniu na stanowiskach inżyniera operatora aparatury sejsmicznej oraz kierownika profilu grupy sejsmicznej. W 1980 został działaczem NSZZ „Solidarność”. Współorganizował zakładowe struktury tego ruchu w swoim miejscu pracy, od 1980 do 1981 był wiceprzewodniczącym Krajowej Sekcji Górnictwa naftowego i Gazownictwa NSZZ „Solidarność”. W związku z wprowadzeniem stanu wojennego w Polsce był internowany w okresie od 12 grudnia 1981 do 23 lutego 1982 w obozie dla internowanych w Zakładzie Karnym Potulice w ramach akcji pod kryptonimem „Jodła” prowadzonej przez Komendę Wojewódzką Milicji Obywatelskiej w Toruniu za „podburzanie (do) nieposzanowania prawa”. Po zwolnieniu z odosobnienia był represjonowany (przeszukania, zatrzymania, przesłuchania) oraz objęty kontrolą operacyjną przez służby bezpieczeństwa PRL w ramach sprawy operacyjnej pod kryptonimem „Brodacz” w czasie od 2 marca 1982 do 28 marca 1983. Był zarejestrowany do Sprawy Operacyjnego Rozpracowania o kryptonimie „Warsztat” od 22 czerwca 1984 do 19 listopada 1986 w związku z działalnością „nielegalnych struktur politycznych w Geofizyce Toruń”. Od 1982 do 1986 był przewodniczącym TKZ NSZZ „Solidarność”. Równolegle z pracą zawodową ukończył kurs gastronomii i hotelarstwa w Technikum Gastronomicznym w Toruniu w 1984 (tytuł gospodnika w Zakładzie Doskonalenia Zawodowego w Toruniu) oraz szkołę ogrodniczą w Zespole Szkół Rolniczych w Grudziądzu w 1985. W 1986 powrócił do rodzinnego Sanoka. Został pracownikiem Zakładu Wiertniczo-Geologicznego w Sanoku obejmując stanowisko zastępcy kierownika ds. wiertniczo-geologicznych w ramach Rolniczej Spółdzielni Produkcyjnej w Łukowem, gdzie rozpoczęto wiercenie studni głębinowych. Następnie został pracownikiem Sanockiego Zakładu Górnictwa Nafty i Gazu. W 1994 został absolwentem Podyplomowego Studium Administracji na Wydziale Prawa i Administracji Uniwersytetu Warszawskiego. Został pracownikiem Muzeum Budownictwa Ludowego w Sanoku.
W wyborach samorządowych w 1990 startował z listy Komitetu Obywatelskiego „Solidarność” w Sanoku i uzyskał mandat radnego Rady Miasta Sanoka. W wyborów samorządowych w 1994 uzyskał reelekcję startując z listy Podkarpackiego Forum Prawicy – Koalicja Dla Sanoka. W obu kadencjach sprawował stanowisko przewodniczącego Rady Miasta. W latach 90. został członkiem Porozumienia Centrum i w wyborach parlamentarnych z 1997 kandydował bez powodzenia do Sejmu RP z listy Akcji Wyborczej Solidarność, uzyskując 1657 głosów. W wyborach samorządowych 1998 uzyskał mandat radnego Rady Powiatu Sanockiego I kadencji startując z listy AWS. W wyborach parlamentarnych w 2001 z listy Akcji Wyborczej Solidarność Prawicy startował bez powodzenia do Sejmu RP. W wyborach samorządowych 2002 bezskutecznie ubiegał się ponownie o mandat radnego Rady Miasta Sanoka, startując z listy Komitet Wyborczy Wyborców „Sanok – Rodzina – Sprawiedliwość”, a ponadto kandydował na urząd burmistrza Sanoka zajmując ostatnie, 10. miejsce z 471 głosami. W późniejszych latach, startując z listy Komitetu Prawa i Sprawiedliwości bez powodzenia ubiegał się o reelekcję radnego powiatu sanockiego w wyborach samorządowych w 2006, w 2010 i 2014. W III kadencji powiatu sanockiego z lat 2006-2010 pełnił stanowisko wicestarosty powiatu sanockiego. W latach 1991–1998 był delegatem do Związku Miast Polskich. Od 2006 do 2010 był przewodniczącym Powiatowej Rady Zatrudnienia i członkiem Wojewódzkiej Rady Zatrudnienia.
Podczas studiów zainteresował się taternictwem i speleologią. Został działaczem ruchu ekologicznego i turystyki górskiej. Uzyskał licencje przewodnika górskiego, pilota wycieczek, zdobył uprawnienia Przodownika Turystyki Górskiej. Został członkiem Polskiego Towarzystwa Turystyczno-Krajoznawczego w 1958, działaczem i instruktorem przewodnictwa PTTK. Objął funkcję wiceprzewodniczącego zarządu Koła Przewodników PTTK w Sanoku, od 2004 do 2005 zasiadał w Oddziałowej Komisji Rewizyjnej Oddziału PTTK „Ziemia Sanocka” w Sanoku. Od 1993 do 2001 był członkiem Zarządu Oddziału PTTK w Sanoku, w tym od 1997 skarbnikiem. Od 1991 do 2007 był członkiem Zarządu Koła Przewodnickiego, w tym wiceprzewodniczącym od 1991 do 1997 i przewodniczącym od 1999 do 2007. Był jednym ze współzałożycieli Towarzystwa Ochrony Bieszczadów i pełnił funkcję jego prezesa od 1988 do 1992. Od 1992 do 1998 był członkiem Wojewódzkiej Komisji Ochrony Przyrody. W 1999 mianowany egzaminatorem w Komisji Egzaminacyjnej dla kandydatów na przewodników górskich. Został członkiem rady nadzorczej i wiceprezesem zarządu Spółdzielni Mieszkaniowej „Nasz Dom”. W 2006 został członkiem zarządu Lokalnej Organizacji Turystycznej „Bieszczady”. Został współzałożycielem, od 2001 członkiem i sekretarzem zarządu Podkarpackiej Regionalnej Organizacji Turystycznej w Rzeszowie (PROT) oraz współzałożycielem w 2003 i sekretarzem Stowarzyszenia Przewodników Turystycznych „Karpaty”. Od 2006 do 2010 był członkiem Rady Muzeum przy Muzeum Historycznym w Sanoku.
Przed wyborami prezydenckimi w Polsce w 2015 roku wszedł w skład Społecznego Honorowego Komitetu Poparcia kandydata na Prezydenta RP Andrzeja Dudy.
Jego żoną została Anna z domu Panow (1946-2016), z którą ma syna Mariana i córkę Jolantę.

## Odznaczenia
- Krzyż Wolności i Solidarności (13 lutego 2014)[33].
- Złota Odznaka Polskiego Związku Łyżwiarstwa Szybkiego (za współudział przy remoncie toru łyżwiarskiego Błonie).
- Medal 25-lecia Związku Byłych Żołnierzy Zawodowych i Oficerów Rezerwy Wojska Polskiego (2007)[34].
- Odznaka „Zasłużony dla Sanoka” (1997)[35][36][37].
- Złota Odznaka Polskiego Towarzystwa Numizmatycznego (1997)[38].
- Medal Grzegorza z Sanoka (2010)[39][40].